# Warner Bros. Animation
Warner Bros. Animation je američki filmski studio za računalnu animaciju.

## Filmografija
- Batman: Mask of the Phantasm (1993.)
- Space Jam (1996.)
- Mačke ne plešu (1997.)
- Čarobni mač upotrazi za Kamelotom (1998.)
- Željezni div (1999.)
- Osmoza Jones (2001.)
- Looney Tunes: Ponovno u akciji (2003.)
- Teen Titans Go! To the Movies (2018.)
- The Day the Earth Blew Up: A Looney Tunes Movie (2024.)
- Gospodar prstenova: Rat Rohirrima (2024.)

## Vanjske poveznice
- Službena stranica